# Speciální čarodějnický díl (15. řada)
Speciální čarodějnický díl (alternativně také Speciální čarodějnický díl XIV, v anglickém originále Treehouse of Horror XIV) je 1. díl 15. řady (celkem 314.) amerického animovaného seriálu Simpsonovi. Scénář napsal John Swartzwelder a díl režíroval Steven Dean Moore. V USA měl premiéru dne 2. listopadu 2003 na stanici Fox Broadcasting Company a v Česku byl poprvé vysílán 9. září 2006 na stanici ČT2.

## Děj
Díl je rozdělen na tři části: Smrt si říká Homer (Reaper Madness), Frinkenstein a Zastavte svět, chci se pobavit (Stop the World, I Want to Goof Off).

### Úvod
Objeví se Bart a Líza. Bart vypadá jako Charlie Brown a Líza jako Lucy van Peltová – postavy z amerického komiksu Peanuts. Navzájem si porovnávají své sladkosti z koledy. Líza má to nejlepší a Bart ji začne škrtit. Líza mu o hlavu rozbije vázu. Pak přijde Homer, vynadá jim a hodí po nich hořící poleno z krbu. Oni se mu však vyhnou a poleno spadne dědovi do klína. Ten začne celý hořet. Přijde Marge a všechny se snaží uklidnit. Homer toho ale nenechá, smotá Barta a Lízu do koberce a začne do nich bouchat baseballovou pálkou. Marge si tedy vezme brokovnici a Homera zastřelí. Poté se objeví Kang a Kodos ve své vesmírné lodi a stěžují si, že dávají dušičkový díl v listopadu.

### Smrt si říká Homer
U dveří domu Simpsonových zazvoní smrtka. Jde si pro Barta. Bart začne utíkat a Homer smrťáka zabije svou kuželkářskou koulí. Svět se ocitne beze smrti. Mafie se snaží zabít Franka Práskače, ale on neumírá. Stejně tak Vočkův pokus o sebevraždu nevyjde. Homer jde z domu vyhodit kostru smrťáka do popelnice, ale zalíbí se mu jeho župan. Přijde domů, ale v tom se z jeho ruky stane kostra a v druhé ruce se mu objeví kosa. Stal se z něj nový smrťák, jeho první obětí je Jasper. Ve škole Líza předvádí povolání svého otce. Časem toho ale začne Homer zneužívat ve svůj prospěch. Například na stadionu zabije mnoho lidí, jen aby získal lepší místa k sezení.
Ráno Homer vstává a na jeho seznamu se objeví jméno Marge Simpsonová a on ji zabije. Odnese její zabalené tělo na horu, kde si ji vezme bůh. Ještě předtím ho ale Homer požádá, aby ho zbavil břímě smrťáka, a on mu vyhoví. Marge začne stoupat vzhůru, když v tom z ní spadne přikrývka a vyjde najevo, že je to Patty s přilepenými vlasy Marge. Homer začne utíkat na své předem připravené motorce a jeho únik se mu podaří.

### Frinkenstein
U Simpsonových zazvoní telefon. Zvedne ho Homer. Volají mu, že získal Nobelovu cenu. Pak vyjde najevo, že Nobelova cena je pro profesora Frinka. Líza mu to vyřídí, on však lituje, že u toho nemůže být jeho otec, s nímž neměl dobré vztahy. Byl to dobrodružný člověk a osud svého syna neschvaloval. Teď ho má ve svém mrazáku a nyní se ho pokusí oživit. Oživení se povede, část orgánů mu ale musel nahradit. Otec ale synovi vůbec neodpustil. Vydá se do města a začne brát orgány živým lidem. Nedovi vezme žaludek a srdce, Seymourovi páteř, Komiksákovi zadek a i mnoho dalších obyvatel města okradl o jejich orgány. Ve městě ho vyhledá Líza a řekne mu, aby odletěl do Stockholmu na předávání Nobelovy ceny za fyziku jeho synovi. Synovi odpustí, pak ale začne lidem v publiku krást jejich mozky. Všichni začnou utíkat. Profesor Frink ho zneškodní kopancem do rozkroku.

### Zastavte svět, chci se pobavit
Bart a Milhouse najdou ve starém komiksu inzerát nabízející kouzelné hodinky. Za 4 týdny dorazí. Jedním stiskem dokážou čas zastavit a druhým ho znovu spustit. Mohou si dělat, co chtějí. Začnou po městě tropit neplechu. Předměty mizí, kalhoty padají dolů, prsty se ocitají v nosech a starosta města je opakovaně ponižován. Je svolána schůze, kde oba zase tropí neplechu. Starosta ale nechal na zem rozsypat ultrafialový prášek. Zhasne světlo a všichni zjistí, že to vše mají na svědomí Bart a Milhouse. Obyvatelé se rozhodnou je zabít a začnou je pronásledovat po městě. Na poslední chvíli zastaví čas, hodinky ale spadnou na zem a rozbijí se. Začnou si toho užívat. Časem je to ale přestane bavit. Začnou číst knihu, podle které se naučí opravovat hodinky za 8 hodin. Za 15 let ji konečně dočtou a hodinky spraví. Ve městě hledají obětního beránka. Vyberou Martina. Po spuštění času ho obyvatelé umlátí. Bart poté dá stopky Líze, jež chce vyzkoušet, co udělá druhé tlačítko. Nastane chaos a pak se Simpsonovi dále proměňují.

## Produkce
Díl napsal John Swartzwelder a režíroval jej Steven Dean Moore. V epizodě se také objevili Jerry Lewis, Oscar de la Hoya, Jennifer Garnerová a Dudley Herschbach, první z nich jako otec profesora Frinka a ostatní jako oni sami. Anglický název první části, Reaper Madness, je satirou na propagandistický film Reefer Madness. Název druhé části, Frinkenstein, odkazuje na populární postavu Frankensteina a synopse třetího části je odkazem na Zloděje času. Dudleyho účast v epizodě naplánoval Matt Warburton, jeden ze scenáristů seriálu, jenž profesora do role nominoval. Herschbachovi se však nelíbilo, že jeho vystoupení v epizodě bylo omezeno na 14 slov, a musel je nahrát dvacetkrát s různou intonací, dokud nebyla vybrána poslední verze, která se v epizodě objeví. Ve scéně se Dudley i Garner objevují vedle sebe, ale jeden druhého viděl pouze v době vysílání epizody; během natáčení nedošlo k žádnému kontaktu. Profesor navíc své účinkování v epizodě okomentoval pro ABC News: „Myslím, že je důležité, aby lidé pochopili, že vědci se baví.“. Na konci epizody jsou jména produkčního týmu a herců vložena do „strašidelných“ tvarů, což je charakteristické pro halloweenské speciály seriálu, například „Al 'Scary Names Are Back' Jean“ (Al Jean) a „Everybody Loves Mike Scully“ (Mike Scully).

## Kulturní odkazy
V dílu se objevuje několik kulturních odkazů. V úvodu se Bart a Líza objeví v převlečení za Charlieho Browna a Lucy van Peltovou. Název Reaper Madness je satirou na film Reefer Madness a zápletka je podobná epizodě Griffinových Se smrtí nejsou žerty a rovněž knize On a Pale Horse z roku 1983. V průběhu pasáže se objevuje několik dalších odkazů; hláška „Já jsem smrt!“ je provedena podobně jako ve filmu Monty Python: Smysl života. Následuje honička ve stylu Bennyho Hilla, a když se Homer po obléknutí kostýmu stane Smrtí, scéna je podobná té z filmové série Santa Claus, kde Scott po obléknutí roucha získá schopnosti Otce Vánoc.
V části Frinkenstein, jejíž název je odkazem na Frankensteina, Homer odkazuje na předchozí díl slovy „Chybí mi být smrtí.“. V části Zastavte svět, chci se pobavit je zápletka dílu parodií na Zloději času a je také podobná epizodě Zóny soumraku A Kind of Stopwatch. Když Líza použije hodinky a omylem promění Homera, Marge, Maggie a Barta ve Věc, Lidskou pochodeň, Neviditelnou ženu a pana Fantastického, je zde odkaz na Fantastickou čtyřku. Dospělá verze Barta, která se objeví na konci epizody, je stejná jako ta, jež se objevila v epizodě Nebárt se budoucnosti.

## Přijetí
Díl sledovalo v premiéře 2. listopadu 2003 16,22 milionu diváků, což znamenalo 8. místo mezi nejsledovanějšími epizodami dne. V den premiéry se na epizodu dívali také někteří studenti v areálu Harvardu a další studenti, aniž by věděli o Dudleyho vystoupení. Profesorova účast vyvolala u studentů úlek. Jeden z nich o vystoupení profesora řekl: „Nepředstavovali jsme si to. (…) Poznali jsme to jméno, ale nikdo z nás neměl na mysli profesora.“.
Server Journal Star udělil dílu známku 2 z 10 a uvedl, že v něm nebyl žádný „nejlepší moment“. Server Splitsider ohodnotil všech 66 do té doby odvysílaných částí Speciálních čarodějnických dílů, přičemž části tohoto dílu získaly po řadě 22., 35. a 54. místo. Vědecký časopis Nature zařadil scénu s Dudleym mezi 10 nejlepších momentů v Simpsonových. Epizoda byla v roce 2004 nominována na cenu Primetime Emmy za nejlepší hudební kompozici pro seriál (dramatická hudba), ale prohrála se seriálem Star Trek: Enterprise.